# NGC 468
NGC 468 est une galaxie spirale intermédiaire située dans la constellation des Poissons. NGC 468 a été découverte par l'astronome britannique John Herschel en 1827. La galaxie NGC 468 a été observée par l'astronome français Guillaume Bigourdan le 2 novembre 1885 et elle a été inscrite au catalogue IC sous la cote IC 92.

## Caractéristiques
Sa vitesse par rapport au fond diffus cosmologique est de 4 774 ± 37 km/s, ce qui correspond à une distance de Hubble de 70,4 ± 5,0 Mpc (∼230 millions d'al) . 
Les bases de données NED, SIMBAD et SEDS identifient la galaxie NGC 468 à IC 92 et à PGC 4780. Cette identification est contestée par le professeur Courtney Seligman sur son site Web. Il soutient que NGC 468 est la galaxie PGC 4833 soit NGC 472. Comme il l'indique sur son site WEB, Harold Corwin est d'accord avec cette interprétation.
Les données dans l'encadré sont celles de PGC 4780, soit IC 92.